# Joanna Skoczek
Joanna Sylwia Skoczek – polska urzędniczka, dyplomatka, Konsul Generalna w Kantonie (2014–2018).

## Życiorys
Absolwentka Wydziału Prawa i Administracji Uniwersytetu Jagiellońskiego (2000) oraz Krajowej Szkoły Administracji Publicznej (X promocja, 2000–2002). Urzędniczka służby cywilnej od 2002. Stypendystka The Fund for American Studies (Georgetown University i Uniwersytet Karola w Pradze).
W latach 2002–2005 naczelniczka w Ministerstwie Sprawiedliwości, zaangażowana m.in. w negocjacje akcesyjne oraz dostosowania polskiej administracji do wymagań członkostwa w UE. W latach 2005–2008 wicedyrektorka Departamentu Polityki Integracyjnej w Urzędzie Komitetu Integracji Europejskiej. Pomiędzy 2008 a 2012 koordynatorka przygotowań do sprawowania prezydencji w Radzie UE jako dyrektorka departamentu w Ministerstwie Spraw Zagranicznych. W latach 2012–2013 dyrektorka Departamentu Dyplomacji Publicznej i Kulturalnej MSZ. Od 20 października 2014 do 30 listopada 2018 pełniła funkcję Konsul Generalnej RP w Kantonie. Po powrocie pracowniczka Akademii Dyplomatycznej MSZ. Od 2021 do 2024 zastępczyni stałego przedstawiciela przy Organizacji Narodów Zjednoczonych w Nowym Jorku ds. m.in. problematyki ekonomiczno-społecznej i rozwojowej ONZ, kwestii zarządzania, administracji i budżetu, humanitarnych i praw człowieka. W listopadzie 2024 objęła kierownictwo Ambasady RP w Hanoi jako chargé d’affaires.
Wykładowczyni Polskiego Instytutu Dyplomacji, Krajowej Szkoły Administracji Publicznej (w latach 2006–2009 i 2014 koordynatorka problematyki UE i spraw zagranicznych), Uniwersytetu Warszawskiego, Uniwersytetu Jagiellońskiego (w tym Polskiego Ośrodka Naukowego UJ w Londynie) oraz gościnnie École Nationale d’Administration w Strasburgu i Paryżu. Ekspertka w projektach wsparcia administracji w Serbii i Czarnogórze, Turcji, Ukrainie, Gruzji i Mołdawii. Autorka artykułów i opracowań na temat instytucji i polityk Unii Europejskiej, zarządzania zasobami ludzkimi w administracji publicznej.
Odznaczona Srebrnym Krzyżem Zasługi (2012).
Włada biegle językami: angielskim, francuskim i rosyjskim, w stopniu podstawowym: mandaryńskim.